# Skateboard ai Giochi della XXXII Olimpiade
Le competizioni di skateboard ai Giochi della XXXII Olimpiade si sono svolte dal 25 luglio al 5 agosto 2021 presso l'Ariake Urban Sports Park. Si trattava del debutto di questa disciplina ai giochi olimpici.

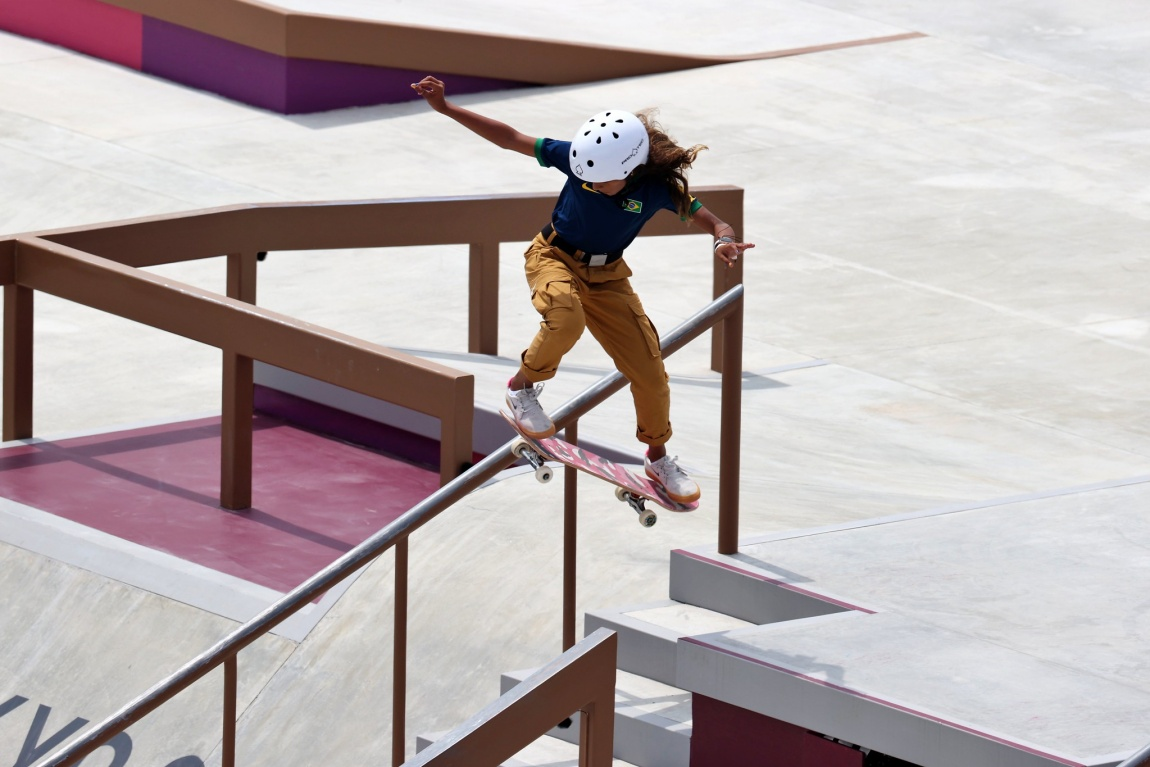
Street

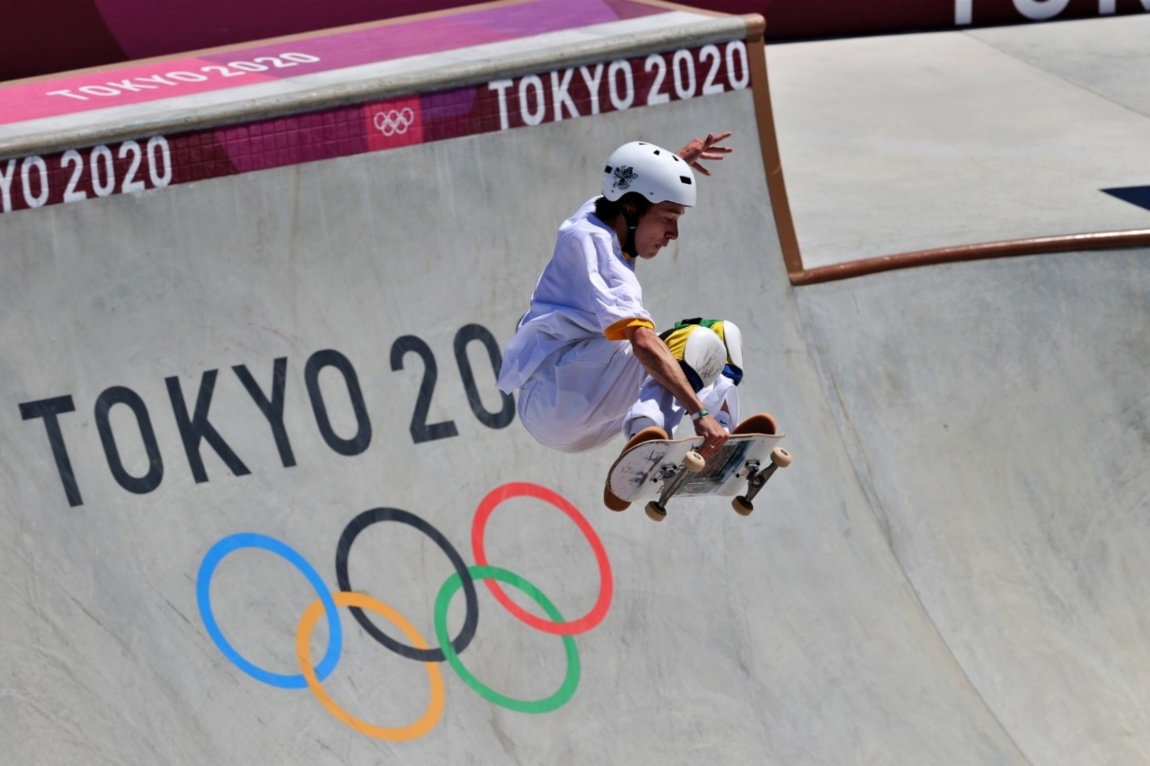
Park

## Calendario
| Data           | Orario (UTC+9) | Evento                                   |
| -------------- | -------------- | ---------------------------------------- |
| 25 luglio 2021 | 9:00-13:55     | Qualificazioni e finale street maschile  |
| 26 luglio 2021 | 9:00-13:55     | Qualificazioni e finale street femminile |
| 4 agosto 2021  | 9:00-13:40     | Qualificazioni e finale park femminile   |
| 5 agosto 2021  | 9:00-13:40     | Qualificazioni e finale park maschile    |

## Podi

### Uomini
| Evento            | Oro           | Perform. | Argento        | Perform. | Bronzo       | Perform. |
| Park (dettagli)   | Keegan Palmer | 95.83    | Pedro Barros   | 86.14    | Cory Juneau  | 84.13    |
| Street (dettagli) | Yuto Horigome | 37.18    | Kelvin Hoefler | 36.15    | Jagger Eaton | 35.35    |

### Donne
| Evento            | Oro             | Perform. | Argento       | Perform. | Bronzo        | Perform. |
| Park (dettagli)   | Sakura Yosozumi | 60.09    | Kokona Hiraki | 59.04    | Sky Brown     | 56.47    |
| Street (dettagli) | Momiji Nishiya  | 15.26    | Rayssa Leal   | 14.64    | Fūna Nakayama | 14.49    |

## Medagliere
| Pos.   | Paese         | Oro | Argento | Bronzo | Totale |
| ------ | ------------- | --- | ------- | ------ | ------ |
| 1      | Giappone      | 3   | 1       | 1      | 5      |
| 2      | Australia     | 1   | 0       | 0      | 1      |
| 3      | Brasile       | 0   | 3       | 0      | 3      |
| 4      | Stati Uniti   | 0   | 0       | 2      | 2      |
| 5      | Gran Bretagna | 0   | 0       | 1      | 1      |
| Totale | Totale        | 4   | 4       | 4      | 12     |